# دونگه تربشینگه
دونگه تربشینگه (به صربی: Donje Trebešinje) یک منطقهٔ مسکونی در صربستان است که در ناحیه پچینیا واقع شده‌است. دونگه تربشینگه ۸۳۲ نفر جمعیت دارد.